# Kaplica Podwyższenia Krzyża Świętego w Sadurkach
Kaplica Podwyższenia Krzyża Świętego w Sadurkach - rzymskokatolicka kaplica położona w Sadurkach w gminie Nałęczów. Kaplica należy do parafii św. Jana Chrzciciela w Nałęczowie. Pełni funkcję kaplicy dojazdowej dla parafian mieszkających w Sadurkach. Posługę w kaplicy sprawują księża parafialni.

## Historia kaplicy
Plac pod budowę o powierzchni 7 arów ofiarowała Natalia Bogusz. W pierwotnych założeniach miał być to dom katechetyczny dla prowadzenia katechezy parafialnej. Kaplicę wzniesiono  w latach 1983 - 1984 dzięki ofiarności mieszkańców Sadurek przy wsparciu parafian nałęczowskich.
W kaplicy jest chór muzyczny, zakrystia oraz sala katechetyczna.
Kaplica została oddana do użytku i poświęcona w roku 1984.

## Msze Święte
W każdą niedzielę i święta nakazane w kaplicy sprawowana jest Msza Święta o godzinie 9.00.
W Święto Podwyższenia Krzyża Świętego (lub w następną niedzielę, jeśli święto przypada w dzień powszedni) Msza Święta jest sprawowana o godzinie 12.00.

## Wyposażenie

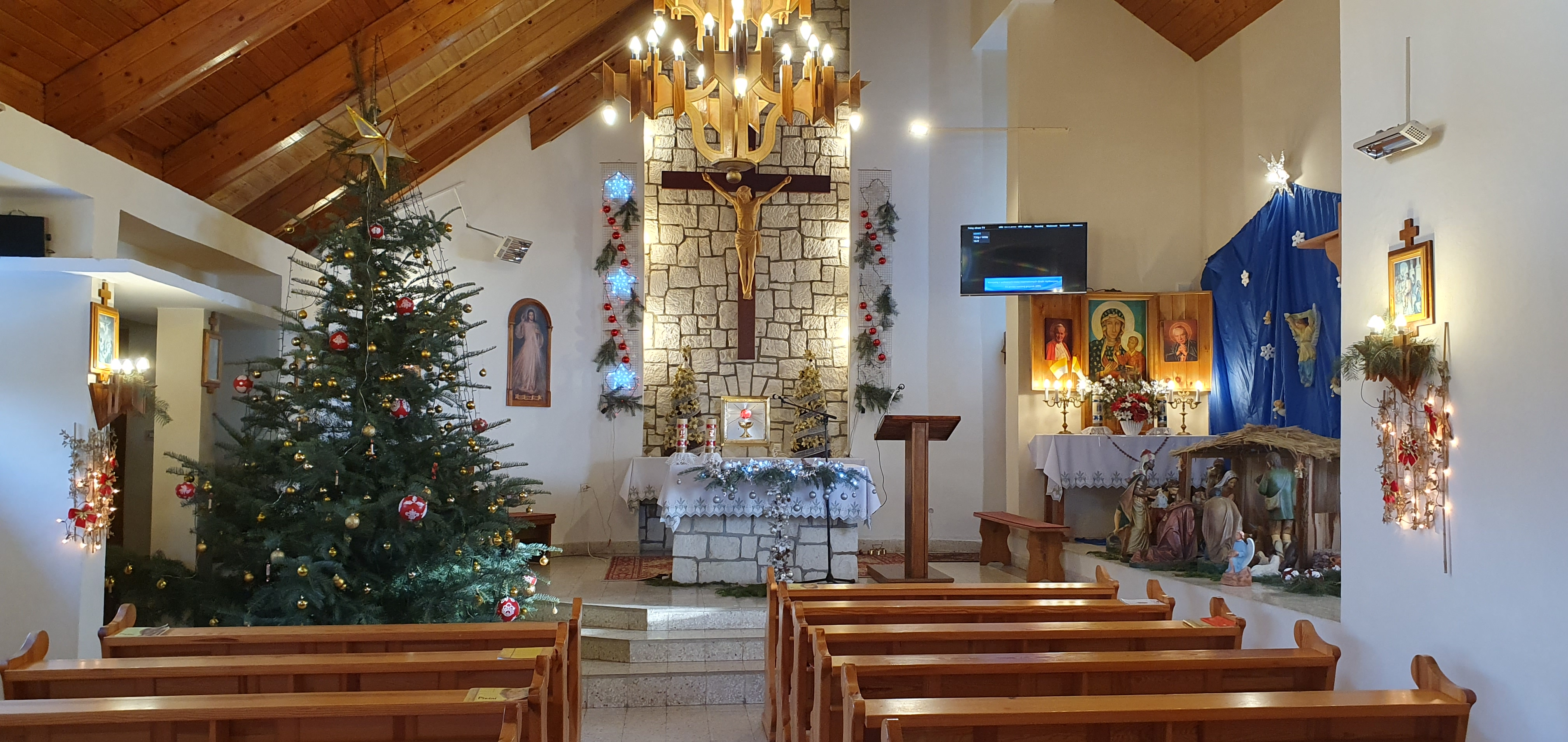
Wnętrze kaplicy - widok na prezbiterium

Na ścianie prezbiterium znajduje się wyobrażenie krzyża, a w bocznym ołtarzu po prawej stronie obraz Matki Boskiej Częstochowskiej. Z lewej strony zawieszony jest obraz Jezusa Miłosiernego. Na ścianach nawy umieszczone są stacje Drogi Krzyżowej. 
Przed kaplicą stoi metalowy krzyż z wezwaniem na ramionach "Zbaw swoją duszę".
W 2022 roku w kaplicy zostało umieszczone nowe tabernakulum.